# Andrés Makin
Andrés Makin, Jr. (11 de abril de 1992) es un futbolista profesional beliceño que actualmente juega para Police United y la selección nacional de Belice como centrocampista.
Es el hermano más joven de su compañero en el equipo nacional, Devon Makin.